# Мифический человеко-месяц
«Мифический человеко-месяц, или Как создаются программные системы» (англ. The Mythical Man-Month: Essays on Software Engineering) — книга Фредерика Брукса об управлении проектами в области разработки программного обеспечения. 
Фактически книга Брукса представляет собой сборник очерков, в которых последовательно обсуждаются узловые проблемы разработки крупных программных проектов: повышение производительности труда программистов, организация коллективной работы, планирование и выполнение графика реализации. Одной из главных тем книги стала идея, получившая впоследствии название «закон Брукса», о том что привнесение в проект новых сил на поздних стадиях разработки лишь отодвигает срок сдачи проекта.
Англоязычный журнал PC World поместил книгу Брукса на первое место в списке «Десять IT-книг, которые стыдно признать, что не читал» (Top Ten IT Books Never To Admit You Haven't Read). Согласно опросу нескольких тысяч членов сообщества Stack Overflow, книга вошла в десятку наиболее влиятельных книг по программированию всех времён. На сайте библиотеки Ассоциации вычислительной техники книга Брукса характеризуется следующим образом: «Очень мало книг по управлению программными проектами стали столь же влиятельными и неподвластными времени». По мнению обозревателя Java World Дастина Маркса, «Мифический человеко-месяц» является одной из наиболее известных книг во всей литературе по разработке программного обеспечения, и, вероятно, самой известной книгой в области управления программными проектами. По утверждению журнала Компьютерра о книге Брукса, «в США давно считается, что, не прочитав её, ни один менеджер разработки ПО не сможет действовать эффективно».

## История написания и изданий
Так может быть, прежде чем приступать к новому программному проекту, все-таки имеет смысл почитать Фредерика Брукса?
Наблюдения Брукса основаны на его опыте работы в IBM, полученном в ходе управления проектом по созданию операционной системы OS/360. Для ускорения разработки им была предпринята неудачная попытка привлечения большего числа работников к проекту, сроки по которому уже были сорваны. Заметив свойство менеджеров повторять такие ошибки, Брукс насмешливо называл свою книгу «библией для программной инженерии»: «все её читали, но никто ей не следует!»
Также Брукс утверждал, что написание компилятора языка Алгол потребует шести месяцев — независимо от количества людей, вовлечённых в проект.
Книга впервые была опубликована в 1975 году, в 1979 году вышла на русском языке. Юбилейное издание 1995 года (на русском языке — 2000 года) содержит дополнительные главы: эссе «Серебряной пули нет», опубликованное в 1986 г. (глава 16), пересмотр сказанного в этом эссе 10 лет спустя (глава 17) и комментарии автора к его книге через 20 лет после её первого издания (главы 18 и 19).

## Основные идеи
Программа и программный продукт. Программный продукт отличается от программы:
- максимально обобщённым диапазоном и видом входных данных
- тщательным тестированием, что является неожиданно сложным этапом
- наличием подробной документации

Программный продукт требует в 3 раза больших затрат времени, чем программа (глава 1).
Мифический человеко-месяц. Время выполнения проекта не обратно пропорционально числу программистов, по крайней мере по 2 причинам.
1. В программировании, в отличие от, например, сбора хлопка, работа не может быть произвольно разделена на несколько независимых частей.  Части проекта зависят друг от друга, и некоторые задачи можно начинать выполнять только после того, как будут закончены другие.
2. Программисты должны тратить часть времени на взаимодействие друг с другом.

Если есть N программистов, то количество пар программистов равно N(N—1)/2, то есть с ростом числа программистов затраты времени на взаимодействие растут квадратично.  Поэтому начиная с какого-то N, рост числа программистов замедляет выполнение проекта.
Если сроки сорваны, наём новых программистов замедляет выполнение проекта и по другой причине: новичкам требуется время на обучение. В книге сформулирован «закон Брукса»: «Если проект не укладывается в сроки, то добавление рабочей силы задержит его ещё больше».
При очень большом числе программистов проект может быть вообще никогда не закончен: из-за общей неразберихи, попытки исправить существующие ошибки в программном обеспечении порождают новые ошибки, так что система не улучшается (глава 2).
Хирургические группы. Разумно, если в группе разработчиков есть один «хороший» программист, реализующий самые критические части системы, и несколько других, помогающих ему или реализующих менее критические части. Так делаются хирургические операции. Кроме того, по мнению Брукса, лучшие программисты работают в 5-10 раз быстрее остальных (глава 3).
Концептуальная целостность.
Для обеспечения концептуальной целостности системы необходимо отделить архитектуру от реализации.  Один главный архитектор (или небольшая группа), действуя в интересах пользователя, решают, что должно входить в систему, а что не должно. «Очень крутая» идея может быть отвергнута, если предлагаемая возможность не вписывается в общий дизайн системы. Простота очень важна; может быть полезным реализовать только часть возможностей, на которые способна система, потому что если система слишком сложна, часть её возможностей будет оставаться неиспользованной.
Главный архитектор должен сформулировать свои решения в виде руководства для пользователя (глава 4).
Эффект второй системы. Программист, разрабатывающий свою вторую систему, склонен добавлять все те возможности, которые он не смог добавить в свою первую систему (из-за нехватки времени).  Поэтому вторая система часто получается перегруженной возможностями (глава 5).
Формальные документы. Каждый менеджер проекта должен составить небольшой набор формальных документов, описывающих цели проекта, как, кем и когда они будут реализованы, и сколько они будут стоить. Эти документы могут вскрыть несоответствия, которые иначе было бы трудно заметить.
Каждая группа разработчиков получает набор требований к своей части системы, включая точное описание её функциональности и предельные требования к процессорному времени, занимаемой памяти, месту на диске и т. д.
Взаимодействие. Чтобы предотвратить катастрофу, группы разработчиков должны взаимодействовать друг с другом всеми возможными способами. Вместо того чтобы строить предположения по поводу реализуемой им функции, разработчик должен задавать архитектору уточняющие вопросы, поскольку предположения могут оказаться совершенно неверными. «Предположение — мать провала».
Пилотная система. Перед тем, как разрабатывать окончательную систему, необходимо разработать пилотную систему. Пилотная система выявит ошибки в проектировании, после чего она должна быть полностью переделана (глава 11). Эту идею Брукс отвергает через 20 лет в главе 19, так как за 20 лет изменился подход к созданию программ — на место принятой в 60-х—70-х каскадной модели разработки пришла итеративная.
Версии и замораживание системы. По мере создания системы, требования пользователя к ней могут меняться под влиянием его опыта работы с незаконченной системой.  Эти пожелания пользователя следует учитывать, но только до какого-то момента, иначе работа над системой никогда не будет закончена.  После этого спецификации замораживаются, и все последующие требования изменений откладываются до начала работы над следующей версией (глава 11).
Специализированные утилиты. Вместо того, чтобы каждый программист писал собственные утилиты, в каждой группе разработчиков должен быть один программист, ответственный за написание утилит для своей группы (например, генератор кода, создающий код в соответствии с какими-то спецификациями). Должна быть также группа, создающая утилиты для всех работающих над данной системой (глава 12).
Снижение стоимости разработки. Брукс приводит 2 способа снизить стоимость разработки программного обеспечения:
- Нанять программистов только после того, как построена архитектура системы. Иначе при длительности этой стадии, например, в несколько месяцев программистам будет нечего делать.
- Купить часть программного обеспечения у других разработчиков.